# ミッド・アルスター
座標: 北緯54度40分05秒 西経6度40分44秒 / 北緯54.668度 西経6.679度
ミッド・アルスター(英語：Mid-Ulster)は、イギリスの北アイルランド中央の行政区。
中心都市はダンガノン。
2015年の人口は14万4002人、面積は1821.32km2、人口密度は79.1人/km2。
2015年4月1日に、マラフェルト地区とクックスタウン地区、ダンガノン・南タイローン区が合併して設置された。

## 人口
- 2001年6月30日：11万9100人
- 2011年6月30日：13万9011人
- 2015年6月30日：14万4002人

## 隣接行政区
- 北：コーズウェー・コースト・アンド・グランス
- 北東：ミッド・アンド・イースト・アントリム
- 東：アントリム・アンド・ニュータウンアベイ、ネイ湖
- 南東：アーマー・シティ・バンブリッジ・アンド・クレイガヴォン
- 南：モナハン県
- 西：ファーマナ・アンド・オマー
- 北西：デリー・シティ・アンド・ストラバン

## 地理
ネイ湖の西岸を占める。